# Христос Какалос
Христос Какалос (на гръцки: Χρήστος Κάκαλος) е гръцки планинар, известен с това, че изкачва пръв Олимп в модерната епоха на 2 август 1913 година, като водач на фотографа Фредерик Буасона и Даниел Бо Бови.

## Биография
Роден е на 13 юли 1882 година в македонското гръцко олимпийско градче Литохоро, тогава в Османската империя. Работи като ловец на диви кози и дървосекач в Олимп. Веднага след като Олимп попада в Гърция след Балканските войни, през юли 1913 година експедиция от двама швейцарски алпинисти, водена от Христо Какалос, тръгва да покори най-високия връх на планината Митикас. На 2 август 1913 година те тръгват към Митикас. Изкачват се до Скала и оттам в мъгла се насочват към Митикас. Швейцарците са вързани с осигурително въже, а Какалос се катери бос. В 10:25 сутринта тримата достигат най-високия връх на Олимп, след кратко спиране на по-ниска точка по погрешка.
След първото изкачване Какалос често изкачва върха, за последен път на 14 септември 1972 година на 93 години.
Какалос умира на 12 април 1976 година на 97 години. Хижа на така нареченото Плато на музите в Олимп носи името му.